# Israël op het Eurovisiesongfestival 1977
Israël deed mee aan het Eurovisiesongfestival 1977 in Londen, Verenigd Koninkrijk. De Israëlische kandidaat werd voor de vijfde keer op rij intern gekozen. IBA was verantwoordelijk voor de Israëlische bijdrage voor de editie van 1977.

## Selectieprocedure
Voor het vijfde jaar op rij werd er gekozen om de kandidaat en het lied intern aan te duiden. IBA, de Israëlische nationale omroep, koos ervoor om Ilanit te kiezen met het lied Aa-haa-vah hee sheer lish-naa-yim.

## In Londen
In Londen trad Israël op als 11de net na Griekenland en voor Zwitserland. Op het einde van de puntentelling bleek dat het als elfde was geëindigd met 49 punten.
België had één punt over voor het lied, Nederland gaf vijf punten.

### Gekregen punten

#### Finale
| 12 punten               | 10 punten     | 8 punten              | 7 punten           | 6 punten |
| ----------------------- | ------------- | --------------------- | ------------------ | -------- |
|                         | - Zwitserland |                       | - Ierland - Monaco | - Spanje |
| 5 punten                | 4 punten      | 3 punten              | 2 punten           | 1 punt   |
| - Nederland - Noorwegen |               | - Oostenrijk - Zweden | - Frankrijk        | - België |

### Punten gegeven door Israël

#### Finale
Punten gegeven in de finale:
| 12 punten | Ierland             |
| 10 punten | Frankrijk           |
| 8 punten  | Verenigd Koninkrijk |
| 7 punten  | Finland             |
| 6 punten  | België              |
| 5 punten  | Duitsland           |
| 4 punten  | Zwitserland         |
| 3 punten  | Griekenland         |
| 2 punten  | Monaco              |
| 1 punt    | Nederland           |

1973 · 1974 · 1975 · 1976 · 1977 · 1978 · 1979 · 1980 · 1981 · 1982 · 1983 · 1984 · 1985 · 1986 · 1987 · 1988 · 1989 · 1990 · 1991 · 1992 · 1993 · 1994 · 1995 · 1996-1997 · 1998 · 1999 · 2000 · 2001 · 2002 · 2003 · 2004 · 2005 · 2006 · 2007 · 2008 · 2009 · 2010 · 2011 · 2012 · 2013 · 2014 · 2015 · 2016 · 2017 · 2018 · 2019 · 2020 · 2021 · 2022 · 2023 · 2024 · 2025